# Citroën B10
Le Type B10 è un'autovettura di classe media prodotta dal 1924 al 1925 dalla casa automobilistica francese Citroën.

## Storia e profilo
La Citroën B2, introdotta già dal 1921, stava riscuotendo un gran successo di vendite, così come il modello di fascia inferiore, la 5HP. Ma il patron André Citroën non era ancora convinto della bontà del progetto della B2: aveva infatti l'impressione che la scocca in legno fosse troppo fragile, ragion per cui cominciò a pensare ad una tecnologia alternativa, o meglio a nuovi materiali per la costruzione della scocca stessa.
Nel 1923, durante un viaggio 1923 negli Stati Uniti d'America strinse contatti con Edward Gowen Budd, un industriale che si era dedicato alla costruzione di vagoni ferroviari in acciaio. Dall'incontro nacque la decisione di costruire le prime autovetture con carrozzeria in acciaio.
Dopo aver esposto il suo progetto a Budd, ordinò i macchinari e le presse per la produzione e lo stampaggio di lamierati. Un emissario dell'azienda statunitense fu mandato a Parigi per seguire da vicino i lavori di montaggio delle presse e dei macchinari per la produzione dei lamierati, in maniera tale che tutto avvenisse a regola d'arte e senza intoppi. Citroën si rese conto che tali ingenti investimenti avrebbero potuto essere ammortizzati solo in capo a qualche anno e solo se la sua azienda si fosse concentrata unicamente sul nuovo modello da costruire. Per questo motivo i modelli in quel momento in produzione avrebbero dovuto essere tolti dai listini non appena la produzione della nuova vettura sarebbe stata a regime. E per questo motivo, nei primi mesi del 1925 sia la B2 che la B10 rimarranno contemporaneamente a listino. Per risparmiare sui costi di produzione, la base telaistica di partenza sarebbe stata la stessa della B2.
Il resto della meccanica era anch'essa derivata strettamente dalla B2: il propulsore era a 4 cilindri in linea da 1452 cm³ con potenza massima di 20 CV. Erano ripresi dalla B2 anche le sospensioni ad assale rigido, il sistema frenante agente sul retrotreno (freno a mano) e sull'albero di trasmissione (freno di servizio a pedale). Esternamente la B10 si riconosceva dalla B2 fondamentalmente per la linea dei parafanghi, più avvolgenti nel nuovo modello, specialmente quelli posteriori. Al suo debutto, la B10 era disponibile unicamente come limousine a 4 porte e sei luci, la torpedo in due allestimenti sarebbe arrivata solo nel mese di maggio del 1925.
La presentazione della nuova vettura avvenne al Salone di Parigi del 1924. L'esordio fu buono e convinse unanimemente sia il pubblico che la stampa, ma la vettura aveva un grosso difetto: il peso delle lamiere rendeva la carrozzeria poco adatta al fragile telaio derivato da quello della B2 e quindi adatto a carrozzerie in legno. Questo si tradusse in un prematuro deterioramento del telaio di base, che dopo pochi mesi dava origine a inconvenienti di vario tipo, come ad esempio l'apertura spontanea delle portiere, mentre in più punti le lamiere flettevano. Ciò si tradusse in un danno di immagine che la casa francese risolse provvisoriamente rinforzando il telaio con dei longheroni supplementari. Ma per rimediare definitivamente occorreva un nuovo tipo di telaio; fu così che in capo ad un anno venne realizzata una nuova base su cui costruire la vettura: ma a questo punto l'evoluzione sconfinò anche sotto altri aspetti meccanici ed il nuovo modello venne lanciato con la denominazione B12.
Vale la pena ricordare che alcuni esemplari di B10 vennero trasformati in semicingolati per affrontare la famosa Crociera Nera: tali esemplari, noti con la sigla P4T, erano dotati di un sistema di raffreddamento notevolmente potenziato e con altri due radiatori aggiuntivi per fronteggiare i torridi climi africani. Il motore era lo stesso della B10 di serie, ma con un inedito cambio a 6 marce. Mentre in Africa si svolgeva la massacrante maratona organizzata a scopo pubblicitario, nel gennaio 1925 altri sedici esemplari di B10 semicingolate vennero consegnate alla cavalleria francese per essere utilizzati in Marocco, anche se poi finirono in Medio Oriente, precisamente in Siria e in Libano, dove vennero utilizzati fino al 1941. Di questi ne rimane oggigiorno un solo esemplare, rinvenuto nel 2004 dall'esercito statunitense in Afghanistan.